# Wystawa Przemysłu i Rolnictwa w Częstochowie w 1909 roku

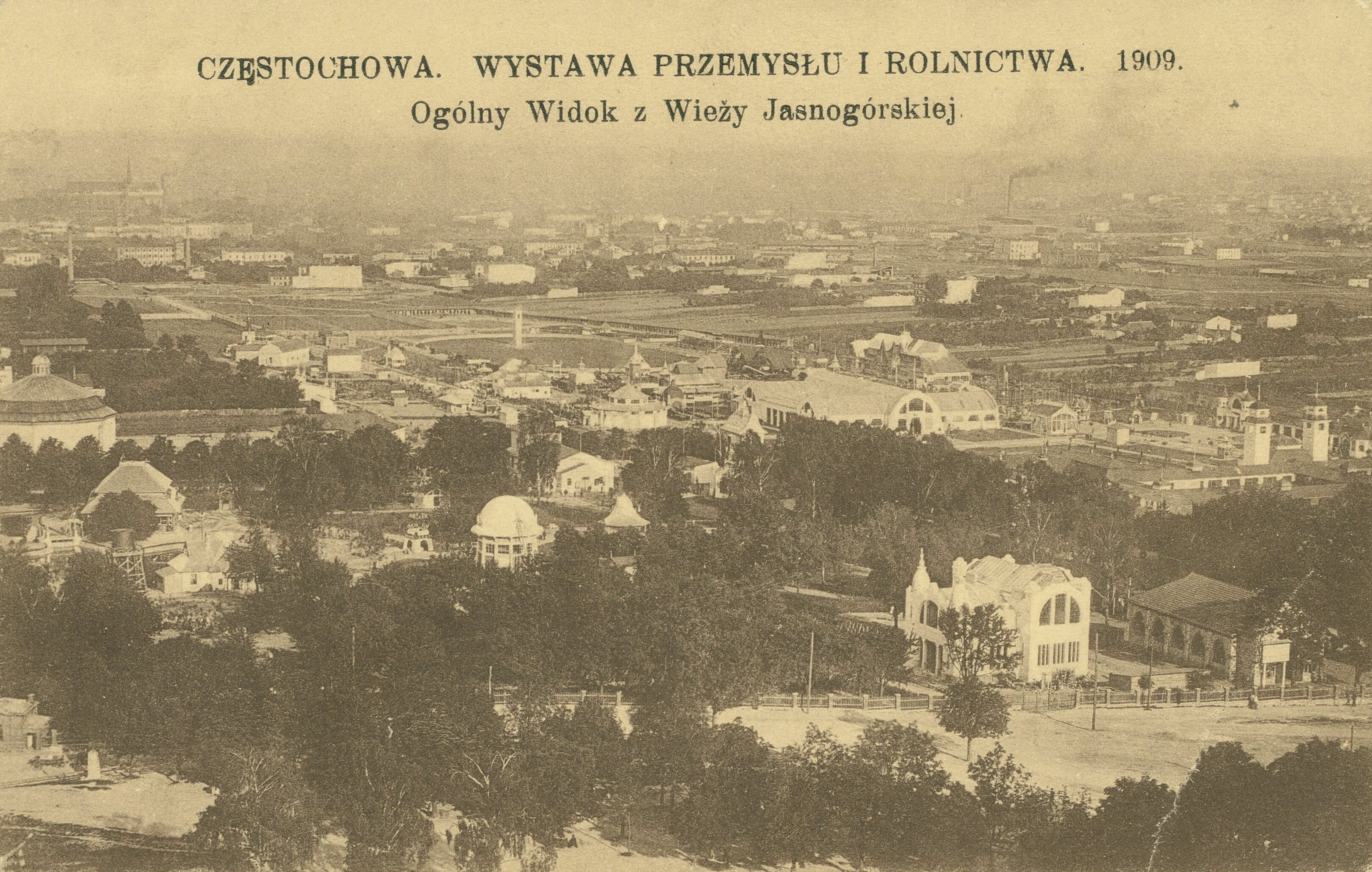
Ogólny widok wystawy

Wystawa Przemysłu i Rolnictwa − wystawa przemysłowo-rolnicza zorganizowana w 1909 w Częstochowie; wystawa trwała od 5 sierpnia do 3 października 1909 i zwiedziło ją około 0,5 mln osób.

## Organizacja
Prace nad organizacją Wystawy trwały od 1907 r. Prezesem Komitetu Wystawy został książę Stefan Lubomirski, zaś wiceprezesami – oprócz hrabiego Karola Raczyńskiego – byli wybitni obywatele Miasta Częstochowy, wśród nich dr Władysław Biegański. W gronie organizatorów znaleźli się również: ojciec Euzebiusz Rejman – ówczesny przeor Jasnej Góry oraz proboszcz parafii św. Zygmunta i późniejszy, pierwszy kanclerz Katolickiego Uniwersytetu Lubelskiego – ksiądz Marian Leon Fulman.
Wystawa Przemysłu i Rolnictwa w Częstochowie, miała na celu zaprezentowanie osiągnięć polskich w przemyśle oraz rolnictwie i hodowli. Odbywała się ona na terenach podjasnogórskich parków, w rejonie ulic 7 Kamienic, Kazimierza Pułaskiego i POW.
Specjalnie na tę okazję przebudowane zostały całkowicie przez Franciszka Szaniora parki oraz wybudowane pawilony, których projektantami byli wybitni artyści Stanisław Koszyc-Witkiewicz, Władysław Jabłoński, Edward Landau, Józef Kon, Czesław Przybylski.
Wzniesiono dla potrzeb wystawy kilkadziesiąt pawilonów, podzielonych tematycznie, bądź zarezerwowanych dla konkretnego wystawcy. Kilka z nich istnieje do dziś, pełniąc dalej funkcje wystawiennicze.
W wystawie uczestniczyło 660 wystawców, a zwiedziło ją ponad pół miliona osób.

## Wystawcy i pawilony
Pawilon Towarzystwa Akcyjnego Zawiercie
Budynek powstał w 1909 roku na zlecenie Towarzystwa Akcyjnego Zawiercie według projektu Władysława Jabłońskiego. Dzięki staraniom księdza Bonawentury Metlera, w 1923 pawilon przejęło Polskie Towarzystwo Przyjaciół Astronomii, a w 1929 powstało tu obserwatorium astronomiczne, z teleskopem który ks. Metler skonstruował w trakcie studiów na Uniwersytecie Paryskim. W latach 2008–2009 budynek został wyremontowany, utworzono w nim multimedialne centrum edukacji i rozwoju najmłodszych Zodiak. Otwarcie centrum odbyło się 5 czerwca 2010.
Pawilon Etnograficzny
Pawilon ten to budynek wystawienniczy, służący jako miejsce wystaw o charakterze etnograficznym. Wybudowany z kamienia wapiennego, według projektu Konstantego Jakimowicza. Znany także jako Muzeum Przemysłu Ludowego. Obecnie jest obiektem wystawienniczym Muzeum Częstochowskiego.
Zagroda Włościańska
Pawilon zaprojektowany przez Zdzisława Kalinowskiego i Czesława Przybylskiego. Prezentuje on architektoniczne tendencje stylistyczne w budowie domów w początku XX wieku. Urządzono go jako wzorową zagrodę. Budynek powstał z cegły ceramicznej. Parterowy, częściowo podpiwniczony z użytkowym poddaszem i dwuspadowym dachem o konstrukcji drewnianej kryty dachówką ceramiczną.
Od 2003 do 2006 trwał remont kapitalny budynku. Elementy architektoniczne i detale zostały odrestaurowane zgodnie z wytycznymi konserwatora zabytków. Zachowano elementy urbanistyczne i przestrzenne: bryłę budynku z kształtem dachu i gankiem wejściowym, układ łukowych sklepień ceglanych nad pomieszczeniami piwnicznymi, bez zmian pozostawiono historyczny układ rzutu budynku.
Muzeum Higieniczne
Muzeum Higieniczne, obecnie znane jako Pawilon Wystaw Czasowych, to piętrowy gmach z dwiema salami i półpiętrem. Jest to budynek w stylu eklektycznym, wybudowany według projektu Brunona Paprockiego. W okresie 1932–1967 działało tu Muzeum Regionalne. W 1966 roku, w pawilonie otwarte zostało Muzeum Górnictwa Rud Żelaza, które w 1976 przeniesiono do nowo wybudowanych podziemnych korytarzy. Obecnie pawilon służy czasowym ekspozycjom organizowanym przez Muzeum Częstochowskie.

## Galeria

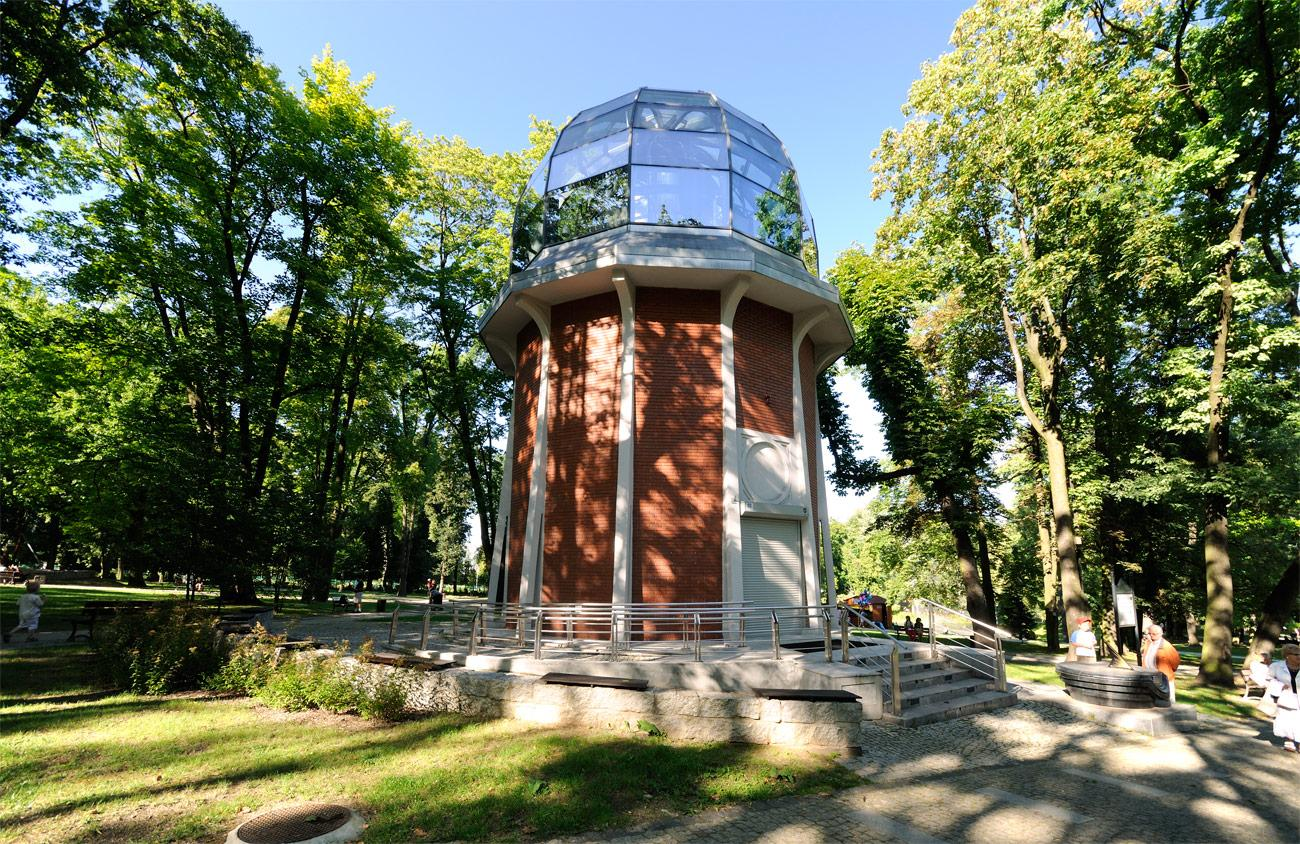
Budynek byłego obserwatorium
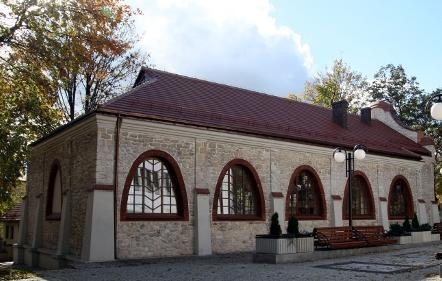
Muzeum Przemysłu Ludowego
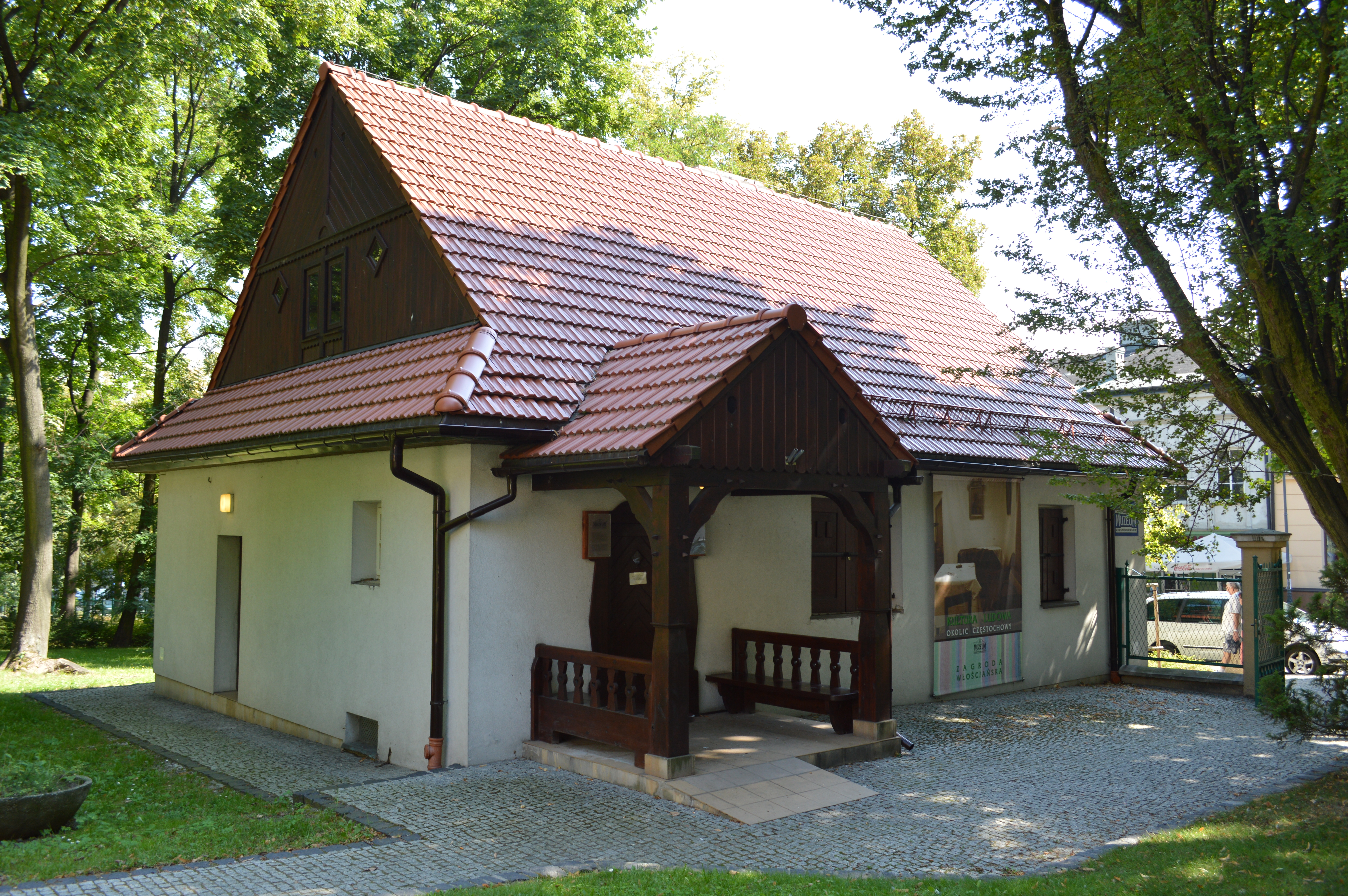
Zagroda Włościańska
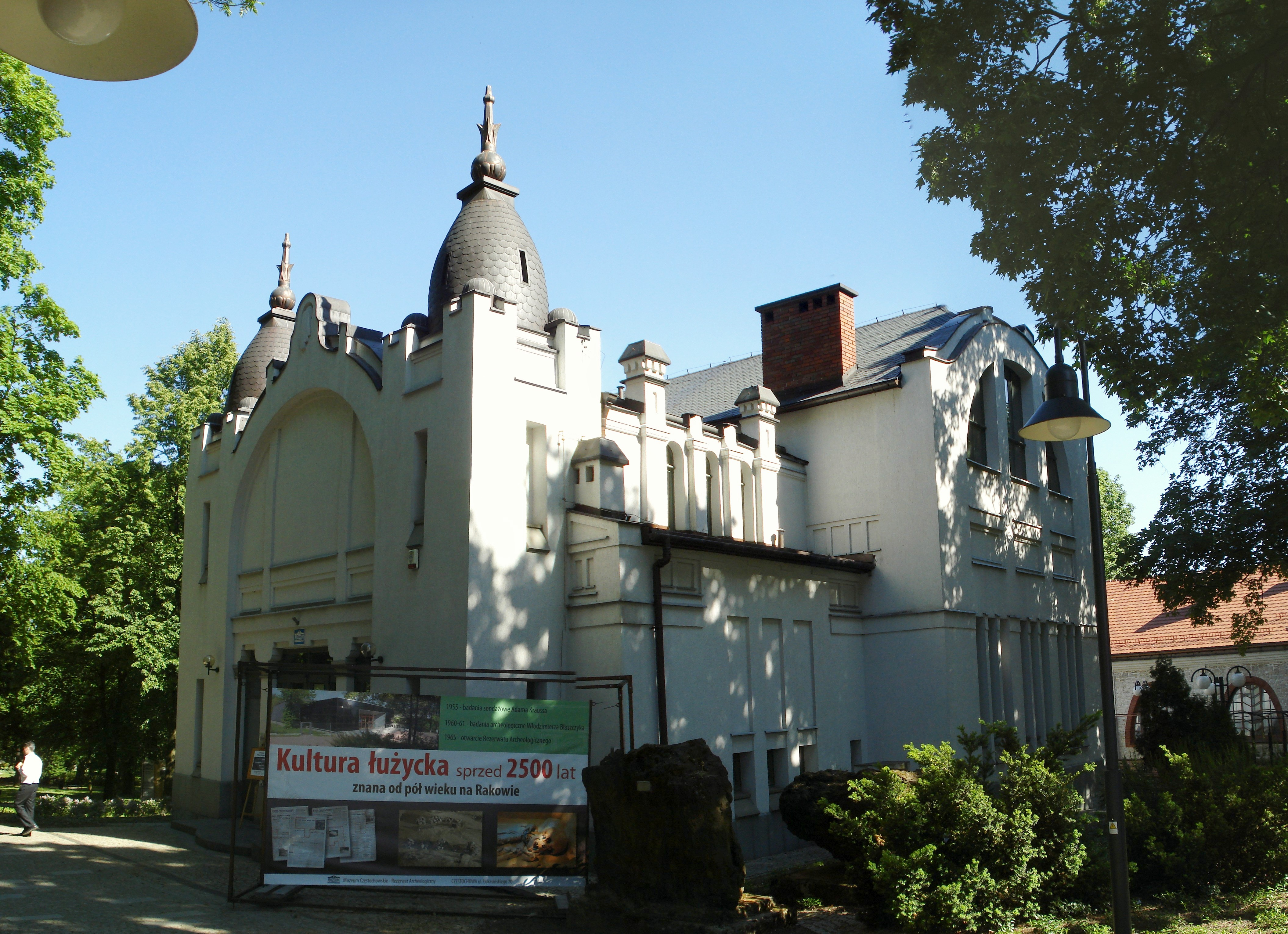
Pawilon Wystaw Czasowych
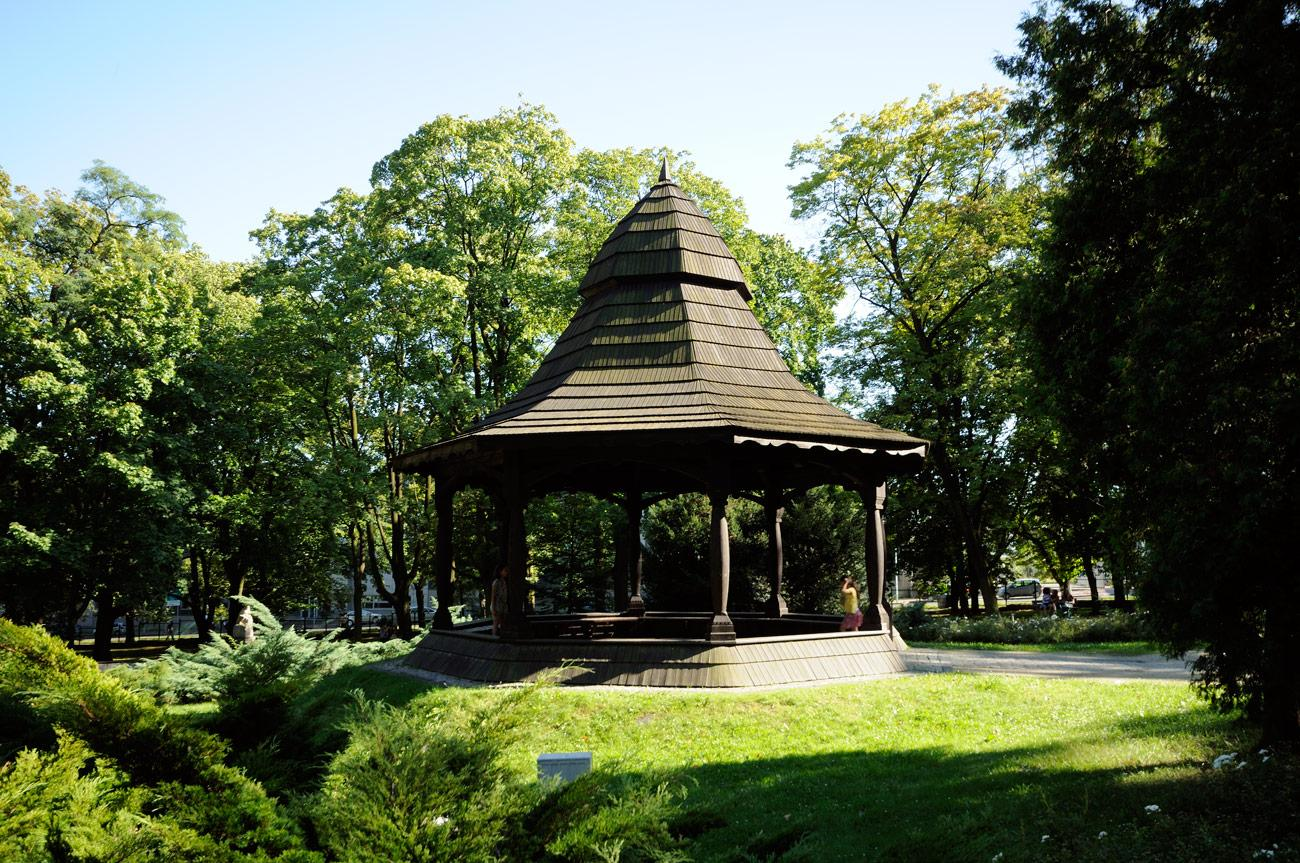
Altana